# Marco Meilinger
Marco Meilinger (født 8. august 1991 i Salzburg) er en østrigsk fodboldspiller, der spiller for den østrigske klub SCR Altach.

## Karriere

### FC Red Bull Salzburg
Han skrev under med FC Red Bull Salzburg 2010, hvorfra han i august 20111 blev udlejet til SV Ried på en toårig lejeaftale.

### FK Austria Wien
I 2014 skrev han under på en aftale med Austria Wien.

### AaB
Den 13. maj 2016 blev det offentliggjort, at Meilinger havde skrevet under på en treårig aftale med AaB gældende fra den kommende sæson.
Han fik sin officielle debut for AaB den 17. juli 2016 i 1. spillerunde af 2016-17-sæsonen, da han startede inde og spillede alle 90 minutter i 1-1-kampen mod AC Horsens. I kampen efter scorede han sit første mål, der ligeledes blev sejrsmålet i sejren på 0-1 ude over Randers FC.

### SCR Altach
Den 12. januar 2018 vendte Meilinger hjem til østrigsk fodbold, idet han skrev under på en aftale gældende frem til sommeren 2020 med SCR Altach.